# Savarna
Genre
Savarna est un genre d'araignées aranéomorphes de la famille des Pholcidae.

## Distribution
Les espèces de ce genre se rencontrent en Asie du Sud-Est.

## Liste des espèces
Selon World Spider Catalog (version 21.0, 23/05/2020) :
- Savarna bannang Yao & Li, 2020
- Savarna chiangmai Yao & Li, 2020
- Savarna huahin Yao & Li, 2020
- Savarna kaeo Huber, Petcharad & Bumrungsri, 2015
- Savarna kraburiensis Wongprom & Wiwatwitaya, 2015
- Savarna miser (Bristowe, 1952)
- Savarna satun Yao & Li, 2020
- Savarna tesselata (Simon, 1901)
- Savarna thaleban Huber, 2005
- Savarna thungsong Yao & Li, 2020

## Publication originale
- Huber, 2005 : Revision of the genus Spermophora Hentz in Southeast Asia and on the Pacific Islands, with descriptions of three new genera (Araneae: Pholcidae). Zoologische Mededelingen (Leiden), vol. 79, no 2, p. 61-114 (texte intégral).